# Cue (Llanes)
Cué es una parroquia del concejo de Llanes, en el Principado de Asturias, y un lugar de dicha parroquia. 
La parroquia tenía una población de 265 habitantes (INE 2012) repartidos en 187 viviendas (2012) y 1,84 km². Está situada a 2 km de la capital del concejo. Se encuentra situado entre la autovía A8 y el mar Cantábrico. Cuenta con una playa de 380 m de longitud, denominada Antilles o Playa de Cué.

## Localidades
Según el nomenclátor de 2012, la parroquia comprende únicamente el lugar de Cué(265 habitantes).

## Festividades
- San Román(9 de agosto)
- San Fernando (30 de mayo).
- San Antonio (13 de junio).
- San Juan / La Sacramental (24 de junio). Fiesta de Interés Turístico del Principado de Asturias.[2]

## Tradiciones
En Cué se conserva una de la versión más antiguas del Pericote, un baile original del concejo de Llanes, más concretamente en Cué y que en esta parroquia suele interpretarse en la festividad de San Antonio de Padua.